# Margaret Mazzantini
Margaret Mazzantini (italijanska izgovorjava: [ˈmarɡaret mattsanˈtiːni]), italijanska pisateljica in igralka; *27. oktober 1961, Dublin, Irska.
Mazzantinijeva je sicer tudi filmska, televizijska in gledališka igralka, vendar je zaslovela zlasti kot pisateljica. Svojo igralsko kariero je začela leta 1980, ko je zaigrala v kultni grozljivki Antropophagus. Po uspešni igralski karieri se je posvetila izključno književnosti in štirim otrokom. Med njenimi najbolj znanimi romani je Ne premikaj se (Non ti muovere), po katerem je v režiji njenega soproga Sergia Castellitta nastal tudi istoimenski film. Prav tako v soprogovi režiji je bil ufilmnjen tudi njen roman Novorojen. V obeh je zaigrala Penélope Cruz. V svoji karieri je prejela že številne nagrade, med njimi nagradi strega (za Ne premikaj se) in campiello (za roman Novorojeni).

## Zgodnje življenje
Margaret Mazzantini se je leta 1961 rodila v Dublinu na Irskem, italijanskemu pisatelju in umetniku Carlu Mazzantiniju in irski umetnici Anne Donnelly. Otroštvo je preživela v različnih krajih po Evropi, nato se je družina ustalila v italijanskem Tivoliju. Leta 1982 je diplomirala na rimski Akademiji za dramske umetnosti.

## Zasebno življenje
Leta 1987 se je poročila z italijanskim igralcem in režiserjem Sergiom Castellittom. Imata 4 otroke: Pietra (rojen 1992), Mario (rojena 1997), Anno (rojeno 2001) in Cesara (rojen 2006). Živi v Rimu.
Na pobudo italijanskega predsednika je bila leta 2003 odlikovana z viteškim zaslužnim redom Republike Italije.

## Filmografija
| Film       | Film                            | Film                          | Film                                                |
| Leto       | Naslov                          | Vloga                         | Opombe                                              |
| ---------- | ------------------------------- | ----------------------------- | --------------------------------------------------- |
| 1980       | Antropophagus                   | Henriette 'Rita'              | pod imenom Margaret Donnelly                        |
| 1982       | La Voce                         |                               |                                                     |
| 1988       | Nulla ci può fermare            |                               |                                                     |
| 1988       | Il cuore di mamma               | Valeria                       |                                                     |
| 1989       | L'assassina                     |                               |                                                     |
| 1994       | Quando le montagne finiscono    | Anna                          |                                                     |
| 1996       | Festival                        | Carla Melis                   |                                                     |
| 1996       | Il barbiere di Rio              | Silvia                        |                                                     |
| 1997       | Il cielo è sempre più blu       |                               |                                                     |
| 1999       | Libero Burro                    | Caterina Clavarino            |                                                     |
| 2004       | Ne premikaj se (Non ti muovere) | Ultima donna di questa storia | hkrati avtorica knjižne predloge                    |
| Televizija |                                 |                               |                                                     |
| Leto       | Naslov                          | Vloga                         | Opombe                                              |
| 1984       | Un caso d'incoscienza           | Helga                         | TV-film                                             |
| 1984       | Un delitto                      |                               | TV-film                                             |
| 1987       | Il commissario corso            |                               | Mini serija, nastopila v epizodi: Senza Prove       |
| 1988       | Lucas läβt grüβen               |                               | TV-film                                             |
| 1988       | Chéri                           |                               | TV-film                                             |
| 1990       | Una fredda mattina di maggio    | Lia                           | TV-film                                             |
| 1991       | Un cane sciolto 2               |                               | TV-film                                             |
| 1991       | Duel of Hearts                  | Zara                          | TV-film                                             |
| 1991       | Le flic de Moscou               | Virginie                      | 2 epizodi: Meurtre au monastère, Crime sous hypnose |

## Gledališče
- 1982: Ifigenia di Goethe
- 1983–1983: Venezia salvata di T.
- 1984–1985: La tre sorelle di Cechov (Tri sestre Čehovova)
- 1984–1985: L'onesto Jago di C.
- 1984–1985: L'Alcade di Zalamea di Calderon de la Barca
- 1985–1986: La Signora Giulia di Strindberg
- 1986: Antigone di Sofocle
- 1987: Faust di Goethe
- 1987: Mon Faust di Paul Valéry
- 1988: Bambino di Susan Sontag
- 1989: Praga Magica-Valeria
- 1992–1993: A piedi nudi nel parco
- 1994: Colpi bassi

## Knjižna dela
- Il Catino Di Zinco, Venezia : Marsilio Editori, 1994. ISBN 88-317-5897-7
- Manola, Milano : Mondadori, 1998. ISBN 88-04-41016-7
- Non ti muovere, Milano : Mondadori, 2001. ISBN 88-04-48947-2; prevod v slovenščino: 
  - prevod v slovenščino: Ne premikaj se,  Mladinska knjiga, 2015
  - ufilmnjenje: Ne premikaj se (Non Ti Muovere), režiser Sergio Castellitto, 2004
- Zorro. Un eremita sul marciapiede, Milano : Mondadori, 2004. ISBN 88-04-53516-4
- Venuto al mondo, Mondadori, Milano 2008. ISBN 88-04-57370-8
  - prevod v slovenščino: Novorojen,  Mladinska knjiga, 2013
  - ufilmnjenje: Novorojen (Venuto al mondo), režiser Sergio Castellitto, 2012
- Nessuno si salva da solo, Milano : Mondadori, 2011, ISBN 978-88-046-0865-3
- Mare al mattino, Turino: Einaudi, 2011 ISBN 978-88-062-1113-4
- Spolendore, Milano, Mondadori, 2013 ISBN 978-88-04-63808-7
  - prevod v slovenščino: Sijaj,  Mladinska knjiga, 2017

## Nagrade
- 1984: nagrada UBU Award - najboljša mlada igralka
- 1985: Golden Mask IDI
- 1994: Golden Ticket Award
- 1994: nagrada rapallo carige
- 1994: nagrada campiello
- 2002: nagrada rapallo carige
- 2002: nagrada strega
- 2002: nagrada grinzane cavour
- 2002: nagrada bari
- 2004: nagrada boccaccio
- 2005: Silver Ribbon – najboljši scenarij (za film Ne premikaj se, skupaj s Sergiom Castellittom)
- 2009: nagrada campiello – za  Venuto al mondo